# Neusiedler Straße
De Neusiedler Straße B51 is een Bundesstraße in de Oostenrijkse deelstaat Burgenland.
De B51 verbindt Neusiedl am see via Frauenkirchen met met Pamhagen. De weg is 37,2 km lang.
Routebeschrijving
De B51 begint op de afrit Neusiedl am See van de B50 en loopt in zuidoostelijke richting. De weg loopt door Neusiedl am See, Weiden am See, Gols, Mönchhof, Frauenkirchen, Sankt Andrä am Zicksee, Wallern im Burgenland en Pamhagen. De B51 eindigt op de grens met Hongarije waar ze overgaat in de F8531 naar Fertőszentmiklós.
Geschiedenis
De Neusiedler Straße (B51) tussen Neusiedl am See en de grens met Hongarije bij Halbturn behoort sinds 1 januari 1949 tot de lijst met Bundesstraßen in Oostenrijk, de Frauenkirchener Straße (B;52) tussen Mönchhof en de grens bij Pamhagen behoort pas sinds 1 januari 1950 tot die lijst.
Sinds 1972 loopt de Neusiedler Straße (B51) tot Pamhagen, het gedeelte tussen Mönchhof en de grens met Hongerije werd hierdoor afgewaardeerd tot Landesstraße. 
B1 · 
B2 · 
B3 · 
B4 · 
B5 · 
B6 · 
B7 · 
B8 · 
B9 · 
B10 · 
B11 · 
B12 · 
B13 · 
B14 · 
B15 · 
B16 · 
B17 · 
B18 · 
B19 · 
B20 ·  
B21 · 
B22 · 
B23 · 
B24 · 
B25 · 
B26 · 
B27 · 
B28 · 
B29 · 
B30 · 
B31 · 
B32 · 
B33 · 
B34 · 
B35 · 
B36 · 
B37 · 
B38 · 
B39 · 
B40 · 
B41 · 
B42 · 
B43 · 
B44 · 
B45 · 
B46 · 
B47 · 
B48 · 
B49 · 
B50 · 
B51 · 
B52 · 
B53 · 
B54 · 
B55 · 
B56 · 
B57 · 
B58 · 
B59 · 
B60 · 
B61 · 
B62 · 
B63 · 
B64 · 
B65 · 
B66 · 
B67 · 
B68 · 
B69 · 
B70 · 
B71 · 
B72 · 
B73 · 
B74 · 
B75 · 
B76 · 
B77 · 
B78 · 
B79 · 
B80 · 
B81 · 
B82 · 
B83 · 
B84 · 
B85 · 
B86 · 
B87 · 
B88 · 
B89 · 
B90 · 
B91 · 
B92 · 
B93 · 
B94 · 
B95 · 
B96 · 
B97 · 
B98 · 
B99 · 
B100 · 
B105 · 
B106 · 
B107 · 
B108 · 
B109 · 
B110 · 
B111 · 
B113 · 
B114 · 
B115 · 
B116 · 
B117 · 
B119 · 
B120 · 
B121 · 
B122 · 
B123 · 
B124 · 
B125 · 
B126 · 
B127 · 
B129 · 
B130 · 
B131 · 
B132 · 
B133 · 
B134 · 
B135 · 
B136 · 
B137 · 
B138 · 
B139 · 
B140 · 
B141 · 
B142 · 
B143 · 
B144 · 
B145 · 
B146 · 
B147 · 
B148 · 
B149 · 
B150 · 
B151 · 
B152 · 
B153 · 
B154 · 
B155 · 
B156 · 
B158 · 
B159 · 
B160 · 
B161 · 
B162 · 
B163 · 
B164 · 
B165 · 
B166 · 
B167 · 
B168 · 
B169 · 
B170 · 
B171 · 
B172 · 
B173 · 
B174 · 
B175 · 
B176 · 
B177 · 
B178 · 
B179 · 
B180 · 
B181 · 
B182 · 
B183 · 
B184 · 
B185 · 
B186 · 
B187 · 
B188 · 
B189 · 
B190 · 
B191 · 
B192 · 
B193 · 
B197 · 
B198 · 
B199 · 
B200 · 
B201 · 
B202 · 
B203 · 
B204 · 
B205 · 
B209 · 
B210 · 
B211 · 
B212 · 
B213 · 
B214 · 
B215 · 
B216 · 
B217 · 
B218 · 
B219 · 
B220 · 
B221 · 
B222 · 
B223 · 
B224 · 
B225 · 
B226 · 
B227 · 
B228 · 
B229 · 
B230 · 
B303 · 
B305 · 
B309 · 
B310 · 
B311 · 
B316 · 
B317 · 
B319 · 
B320